# Hercules Inc.
Hercules Inc. war ein US-amerikanischer Chemie- und Munitionshersteller. Sie wurde 1882 als Hercules Powder Company von DuPont und der Laflin & Rand Powder Company gegründet. Später entstand durch Entflechtung (als Antitrustmaßnahme) die Hercules Inc., welche einer der größten amerikanischen Hersteller von rauchlosem Pulver wurde. Bei der Aufspaltung erhielt DuPont die Patente für Nitrocellulose-Schießpulver und Hercules die Patente für die kombinierten Nitrocellulose-Nitroglycerin-Pulver. Während der 1960er Jahre stellte das Unternehmen die Feststoffraketentriebwerke für die atomare Kurzstreckenrakete MGR-1 Honest John her.
2008 wurde Hercules von Ashland Inc. übernommen.